# Генерал Марков (бронепоезд)
Бронепо́езд «Генера́л Ма́рков» — лёгкий бронепоезд ВСЮР в 1919—1920 годах названный в честь генерала С. Л. Маркова. Был создан 17 июня 1919 г. в г. Джанкое из Бронепоезда № 3 Крымско-Азовской армии. Назван именем одного из лидеров Белого движения и организаторов Добровольческой Армии генерала С. Л. Маркова. Участвовал в боевых действиях против петлюровских формирований и РККА с августа 1919 в районе Елисаветград- Бердичев-Тирасполь. С 1 августа 1919 года входил в состав 5-го бронепоездного дивизиона. В ноябре 1919 года отводился в Харьков для переформирования. Оставлен в январе 1920 у станции Тирасполь (по другим данным — при отходе от Екатеринослава в Крым). Командир поезда — капитан Сипягин. Одним из пулеметных офицеров бронепоезда с ноября 1919 года был поручик Виталий Макаренко, брат советского педагога-писателя А. С. Макаренко. 